# Rivolta carceraria di Altamira
La rivolta carceraria di Altamira si è verificata il 29 luglio 2019, quando è scoppiata una rivolta nel carcere del Centro di recupero regionale di Altamira, Pará, in Brasile, a causa di controversie tra bande rivali all'interno del carcere.
Nel corso del conflitto, della durata di cinque ore, sono morte 62 persone. Sedici persone sono state decapitate e un fuoco acceso all'inizio della rivolta ha ucciso altre 46 persone a causa dell'inalazione di fumo.

## Antefatto
La violenza di gruppo nelle carceri brasiliane è comune. Tuttavia, i funzionari hanno riferito che i detenuti non avevano mostrato alcun segno prima della rivolta che avrebbero iniziato qualcosa di così grande.
La prigione di Altamira dovrebbe contenere 200 detenuti, ma secondo quanto riferito ne deteneva oltre 450 al momento della rivolta. Successivamente è stato rivelato che la prigione aveva solo 33 guardie, e il comune ha ammesso che questo non era abbastanza da garantire la sicurezza. Una nuova struttura nella prigione era in costruzione per ospitare i prigionieri in eccesso, sebbene i funzionari della prigione negassero che ci fosse un sovraffollamento, e molti detenuti erano detenuti in vecchie unità container. Il design di questi presumibilmente peggiorò il fuoco.

## Rivolta
Verso le 07:00, mentre veniva servita la colazione, è scoppiata la violenza dopo che membri della banda CCA alloggiati in un blocco hanno dato fuoco a un altro blocco, che ospitava membri della banda Comando Vermelho, secondo il funzionario locale Jarbas Vasconcelos. Inizialmente due guardie carcerarie furono prese in ostaggio, ma rilasciate subito dopo che il fuoco era stato acceso; la banda intendeva impedire agli ufficiali di impedire il loro attacco mirato, ma non voleva ferirli.
Le forze di polizia non hanno potuto entrare nell'edificio a causa dell'incendio. La violenza è durata cinque ore, finendo a mezzogiorno. Durante le ricerche in prigione, non sono state trovate armi da fuoco, solo lame fatte in casa. È stato riferito che gli spari potevano essere ascoltati nel vicino aeroporto di Altamira, con un lavoratore che ha detto che le riprese sono durate 30 minuti.
Cinquantasette persone furono inizialmente dichiarate morte. Sedici di queste furono decapitati, mentre le altre morirono a causa dell'inalazione di fumo dal fuoco. Il cattivo design della prigione significa che l'incendio si diffuse più rapidamente. In seguito fu trovato un corpo carbonizzato sepolto sotto le macerie dall'Istituto di medicina legale di Pará. Il bilancio delle vittime è salito a 62 dopo che i funzionari hanno trovato quattro detenuti soffocati all'interno di un autobus della prigione. L'autobus trasportava i detenuti più violenti della prigione, che venivano trasferiti in una nuova prigione dopo i disordini.

## Reazioni
Il ministero della Giustizia ha riferito ai media che i principali responsabili verranno trasferiti in carceri sicure. Il numero totale da trasferire è presumibilmente 46, di cui 10 destinati a strutture ad alta sicurezza.